# Шаблезубий (Marvel Comics)
Шаблезубий (англ. Sabretooth), справжнє ім'я Віктор Крід (англ. Victor Creed) — суперлиходій з коміксів американського видавництва Marvel Comics, вигаданий Крісом Клермонт і намальований Джоном Бірном.

## Біографія

### Перші згадки
Крід, чиє ім'я ніхто до пуття не знав, своїм першим противником зробив Залізного Кулака (Iron Fist), який допомагав дівчині на ім'я Коллін Вінґ (Коллін Wing), чий бос сунув ніс не в свою справу. Після цього наймач Шаблезуба наказав йому схопити Коліна, що в підсумку призвело до зіткнення з Кулаком. Варто відзначити, що навіть трюк з перевдяганням, яким Денні Ренд (Danny Rand) скористався у випадку із Шаблезубим, не допоміг, так як загострені почуття Кріда дозволили йому розпізнати оману.
Своєю чергою Крід засліпив Кулака, вивівши його на зимовий простір, від чого деякий час Денні нічого не бачив. На щастя, такого вмілого воїна не можна просто так перемогти, тому Крід унаслідок залишився лежати на землі.

## Поза коміксів

### У мультсеріалах
- Шаблезубого було показано в мультсеріалі «Люди Ікс» 1994 року, озвучений Доном Франксом (Don Francks). Персонаж часто з'являється протягом усього серіалу, іноді як ворог Росомахи і Людей Ікс, а іноді і як неохочий союзник загону. Також з'ясовується, що Шаблезубий народився в Едмонтоні, штат Альберта у Канаді (хоча його місце народження ніколи не вказувалося в коміксах), та його звуть Ґрейдон Крід-старший.
- Шаблезубий з'являється у «Люди Ікс: Еволюція» (2000—2003), озвучив Майкл Донован (Michael Donovan).
- Шаблезубий з'являється у «Росомаха та Люди Ікс», озвучив Пітер Лур'є (Peter Lurie).
- Шаблезубий з'являється у «Шоу Загону Супергероїв» (The Super Hero Squad Show), озвучив Чарлі Адлер (Charlie Adler).[1]
- Шаблезубий з'являється у мультсеріалі «Людина-павук. Щоденник супергероя», знов озвучений Пітером Лур'є.[2]
- Шаблезубий з'являється у анімованому коміксу «Wolverine versus Sabretooth», озвучений Роном Гальдером (Ron Halder).[3]

### Фільми
- 2000 року у фільмі «Люди Ікс» Шаблезубого зіграв Тайлер Мейн. Шаблезубий є членом Братства Мутантів. Він влаштовує засідку, щоб захопити Rogue за наказом Маґнето, але його зупиняють Циклоп і Шторм. Коли після мутації сенатор Келлі виявляє здібності, якими Маґнето наділив його, Шаблезубий безуспішно намагається перешкодити йому втекти. Шаблезубий і Жаба пізніше влаштовують засідку на Циклопа і Шторми, щоб вони не знайшли втікачку Rogue, а сам Маґнето викрадає її.

- 2009 року вийшов фільм «Люди Ікс: Початок. Росомаха», що є приквелом до попереднього фільму. Віктора Кріда зіграв актор Лев Шрайбер
- 2024 року альтернативний варіант Шаблезуба в епізодичній формі з’являється в «Дедпул і Росомаха», його роль знову зіграв Тайлер Мейн. Ця версія візуально заснована на його появі в «Людях Ікс» (2000) і визначена як зведений брат Росомахи, як і втілення «Людей Ікс: Початок: Росомаха».[4]

### Комп'ютерні гри
- Шаблезубий є фінальним босом у відеогрі «Wolverine» для гральної приставки NES.
- Шаблезубий з'являється у грах від Capcom «X-Men vs. Street Fighter» і «Marvel vs. Capcom 2: New Age of HeroesX-Men vs. Street Fighter», озвучив Дон Франкс. Його споборник Пташка також помічається в одному зі своїх бойових прийомів.
- Шаблезубий є іграбельним персонажем у файтинґу «X-Men: Mutant Academy», озвучений знову Доном Франксом.
- Шаблезубий є іграбельним персонажем у «X-Men: Next Dimension», озвучив Фред Татаскьор (Fred Tatasciore).
- Шаблезубий з'являється у «X2: Wolverine's Revenge», озвучив знову Фред Татаскьор.
- Шаблезубий з'являється у «X-Men: The Official Game», озвучив Тайлер Мейн (Tyler Mane). Він є першим і останнім босом для Росомахи. Спочатку він з'являється як голограма в Кімнаті Небезпеки, потім наживо з'являється поруч з Маґнето під час заключного дійства і садиться у Майстра Молда, щоб знайти Джейсона Страйкера для Братства Маґнето. У нього відбувається бій-реванш з Росомахою на величезній фабриці Вартових, він знову переможений, коли Росомаха пронизує його, від чого він впадає з пам'ятника. Ім'я Шаблезубого також з'являється в базі Страйкера над дверима камери, що є натяком шанувальникам персонажа, оскільки ще тоді ходили чутки, що у коміксах Шаблезубий має отримати скелет адамантію, подібно Росомасі.
- Шаблезубий з'являється у «X-Men Legends», озвучив Пітер Лур'є. Він є членом Братства Мутантів, бореться проти Людей Ікс біля Лавини на Горі, а потім разом з Маґнето і Містік на Астероїді М.
- Пітер Лур'є знов озвучив Шаблезубого, який з'являється як неіграбельний персонаж, у «X-Men Legends II: Rise of Apocalypse» (видання для ПК має ігрову версію).
- 26 квітня 2007 року Шаблезубий був випущений як завантажувальний персонаж для видання «Marvel: Ultimate Alliance» для Xbox 360 у складі пакету лиходіїв, знову озвучений Пітером Лур'є. «"Age of Apocalypse" Sabretooth», «Ultimate Sabretooth» і «First Appearance Sabretooth» є змінними образами. У нього є особлива розмова з Deathbird і Gladiator (обидва вони, здається, приймають його за Росомаху та одного з Людей-Ікс) й Arcade (в області Pinball у Murderworld).
- Шаблезубий показаний у «X-Men Origins: Wolverine» — відеогрі-адаптації до однойменного фільму, озвучив Лев Шрайбер.
- Шаблезубий з'являється у «Marvel Super Hero Squad», озвучив Чарлі Адлер.
- Шаблезубий з'являється як персонаж-лиходій у «Marvel Super Hero Squad Online».
- Шаблезубий з'являється у «X-Men: Destiny» версії для Nintendo DS.
- Зомбіфікований образ Шаблезубого з'являється разом з Карателем, Daredevil і Bullseye в «Ultimate Marvel vs Capcom 3» у кінцівці Френка Веста, коли Рід Річардс та власне Френк намагаються дізнатися подробиці світу Marvel Zombies.
- Шаблезубий постає в ролі боса у грі на Facebook'у «Marvel: Avengers Alliance». Шаблезубий надалі стає іграбельним персонажем.
- Шаблезубий доступний як завантажувальне доповнення для гри «LittleBigPlanet» у вигляді "Marvel Costume Kit 6".[5]
- Шаблезубий з'являється в ролі лиходія у відеогрі «Marvel Heroes», озвучив Ніл Каплан (Neil Kaplan).
- Шаблезубий з'являється як іграбельних персонаж у «Lego Marvel Super Heroes», озвучив Тревіс Віллінґем (Travis Willingham).
- Шаблезубий з'являється як іграбельних персонаж у «Marvel Contest of Champions».[6]
- Шаблезуб з'являється як ігровий персонаж у Marvel Puzzle Quest [7].
- Шаблезуб з'являється як ігровий персонаж у Marvel Strike Force У цій версії він є членом Братства мутантів і мародерів[ru][8].
- Шаблезуб з'являється в Marvel's Midnight Suns, знову озвучений Пітером Лур'є.